# Independent Moving Picture Company
Pour les articles homonymes, voir IMP.
Independent Moving Picture Company (IMP) est une société de production américaine de cinéma fondée en 1909 par Carl Laemmle, en réaction à la mainmise, alors quasi totale, de la production cinématographique par le trust « Motion Picture Patents Company ». 
En 1912, la société a fusionné avec d'autres compagnies pour former Universal Pictures.

## Principaux réalisateurs
- Herbert Brenon
- Francis J. Grandon
- Thomas H. Ince
- William V. Ranous
- Joseph W. Smiley
- Harry Solter
- Otis Turner